# Xã Wayne, Quận Huntington, Indiana
Xã Wayne (tiếng Anh: Wayne Township) là một xã thuộc quận Huntington, tiểu bang Indiana, Hoa Kỳ. Năm 2010, dân số của xã này là 540 người.